# Bitva u Myriokefala
Bitva u Myriokefala (turecky Bin Kelle Savaşı, tj. „bitva tisíce hlav“) se konala mezi Byzantinci a seldžuckými Turky 17. září 1176 ve Frýgii. Tato porážka znamenala konec byzantského velmocenského postavení v Přední Asii.

## Před bitvou
Manuel I. Komnenos a seldžucký sultán Rúmu, Kilič Arslán II., sjednali mezi sebou v roce 1162 mírovou smlouvu. Tento mír byl však velmi křehký, neboť Seldžukové se vytrvale tlačili na západ a pronikali čím dál hlouběji do Malé Asie, zatímco Byzantinci usilovali o znovudobytí těch území na východě, o která přišli v bitvě u Mantzikertu před více než 100 lety. Manuelovi se podařilo znovu ovládnout území Kilíkie a rovněž rozšířil svoji moc na křižácké knížectví Antiochie.

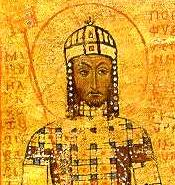
Manuel I. Komnenos

V roce 1174 zemřel Nur ad-Dín, mocný atabeg z Mosulu, který poskytoval ochranu Danišmendovcům (společnému nepříteli Byzantinců a Seldžuků) před vzrůstající mocí Seldžuků. Jeho nástupce Saladin byl více než v Malé Asii zaměstnán záležitostmi v Egyptě. Když Kilič Arslán využil této skutečnosti a bez váhání obsadil jejich území, uchýlili se dva vyhnaní danišmendovští emírové do Konstantinopole, kde doufali v pomoc císaře Manuela. Následující dva roky probíhala diplomatická vyjednávání – sultán odmítal vydat dobyté území a neustále ujišťoval o své touze po míru a dohodě s Byzantinci. Manuel si byl vědom bezvýslednosti jednání a vydal proto příkaz k zesílení pevností v Anatolii.

## Postup
V létě roku 1176 se Manuel rozhodl udeřit proti Seldžukům. Část armády poslal pod velením Andronika Vatatza ve směru na Amaseiu a sám pak vytáhl v čele ohromné válečné moci proti sultánovu hlavnímu městu, Ikoniu. Když pronikl údolím řeky Meandros do hornatého vnitrozemí Anatolie, sultán poděšený velikostí byzantské armády chtěl s Manuelem vyjednávat a vyslal poselstvo s poslední, velkorysou mírovou nabídkou. Většina zkušených velitelů se vyslovila pro přijetí návrhu. Poukazovali na riziko dlouhého pochodu s těžkými válečnými stroji – Byzantinci s sebou táhli obléhací zařízení – skrze horské masívy, kde každá strategicky důležitá výšina bude obsazena Seldžuky. Bohužel ve vojsku byla také celá řada mladých šlechticů, kteří se z nedočkavosti a touhy po boji zasazovali o pokračování tažení. Císař nakonec vyslyšel jejich hlasy a dal pokračovat v pochodu na východ.
Obě trasy postupu ležely v silně zalesněném a hornatém terénu, ve kterém se Turci snadno skryli a nachystali zde byzantským jednotkám řadu léček. V jedné takové byla Vatatzova armáda polapena a zničena. Hlava jejího velitele byla poslána sultánovi. Kromě toho Turci spálili úrodu na polích a otrávili studny, aby co nejvíce ztížili Byzantincům postup. Sultán neustále znepokojoval byzantské vojsko drobnými přepady a pokoušel se jej vlákat do dlouhého a úzkého průsmyku Tzybritze poblíž zničené pevnosti Myriokefalon. Manuel se nakonec rozhodl jím projít, třebaže se musel stále obávat dalších přepadů a rovněž se mohl pokusit postavit se Turkům na blízké rovině u města Philomelion.

## Bitva
Manuel disponoval kolem 25 000 mužů (jejich celkový počet mohl být ale i dvojnásobný), včetně kontingentu z antiochijského knížectví a Maďarů. Armáda sestávala z předního voje, jezdectva, lučištníků a zbytku vojska. Pravé křídlo vedl Balduin z Antiochie, syn Raimunda z Poitiers a Manuelův švagr, levé Jan Kantakuzenos. Zadnímu voji velel sám Manuel. Kilič Arslán měl zhruba stejně silné vojsko, ovšem také zde není znám přesný počet.
Průsmyk byl tak úzký, že se vojsko při jeho průchodu 17. září roztáhlo do délky více než deseti mil. Byzantský předvoj byl první, který narazil na seldžucké vojáky, podařilo se mu však dostat skrz průsmyk jen s lehkými ztrátami. Zřejmě proto, že Turci ještě zcela nezaujali bojové postavení. Když předvoj dosáhl konce průsmyku, nacházel se zadní voj právě uvnitř. Turci mezitím obsadili obě strany podél průsmyku a Byzantinci se tak ocitli kompletně v pasti. Do tohoto okamžiku Seldžukové omezovali svoji aktivitu na nevýznamné přepady. Nyní udeřili. Ze všech stran se hnali dolů z kopců a současně zaměřili svoje smrtící šípy na soumary. Jejich mrtvá těla záhy učinila cestu zcela neprůchodnou, čímž byl ještě umocněn narůstající chaos v byzantských řadách. Vojáci byli tak silně namačkáni na sebe, že se brzy stěží mohli pohnout. Balduin z Antiochie se svým jízdním oddílem odvážně vyrazil do svahu vstříc nepřátelům a padl včetně téměř všech svých druhů. Kdyby Manuel projevil podobného bojového ducha, byla by záchrana možná. Avšak právě v tento rozhodující moment ho zcela opustila odvaha.
Při jedné narychlo svolané bojové poradě oznámil ke zděšení ostatních velitelů svůj úmysl uprchnout. Andronikos Kontostefanos proti tomu důrazně protestoval a jeho slova se jako ozvěna okamžitě rozšířila v celém vojsku. Vytýkal Manuelovi, že chce nechat na holičkách vojsko, jehož zničení je důsledkem jeho vlastní nerozumnosti. Vzpírající se Manuel nakonec slíbil setrvat na místě. Jeho autorita však utrpěla těžký úder, z něhož se již nikdy nevzpamatovala. Za soumraku obnovili Seldžukové své útoky. Nějakou dobu se zdálo, že bitva skončí naprostým byzantským masakrem. Pak byl ale boj náhle zastaven a jeden turecký vyjednavač přivedl do císařského tábora skvostně vystrojeného koně jako dar svého pána císaři. Mimoto oznámil, že sultán nemá nejmenší zájem na dalším krveprolití a jestliže císař nechá zbourat pevnosti Dorylaeum a Sublaion, uzavře s ním sultán mírovou smlouvu. Manuela mohlo sotva potkat větší štěstí a ihned souhlasil.

## Po bitvě
Obě strany utrpěly zhruba stejně těžké ztráty. Manuelovy obléhací stroje byly Turky zajaty a zničeny. Byzantinci, bez jakékoliv prostředku k útoku na Ikonium, nebyli nyní schopní pokračovat v tažení. Podle Nikety Choniata se chtěl Manuel při zpátečním pochodu vyhnout bojišti, kdežto byzantští velitelé trvali na tom, aby se vrátili skrze něj, aby tak císař spatřil celý rozsah masakru. Ústup se tak pro Manuela změnil v mučivou trýzeň. Pevnost v Sublaionu nechal zbourat, jak bylo dohodnuto. Do Konstantinopole poslal zprávu, ve které přirovnal rozsah katastrofy k Mantzikertu, avšak, jak zdůraznil, na rozdíl od svého předchůdce Romana Diogena neupadl do zajetí a přijal mír nabízený sultánem.
Zůstává otázka, proč to vlastně sultán udělal, neboť jeho vojsko mělo jedinečnou příležitost byzantskou říši vojensky zlikvidovat. Tato záhada zůstane pravděpodobně navždy nevyřešena. Jeho vojsko zřejmě také utrpělo těžké ztráty a navíc si asi byl méně jistý výsledkem bitvy než Manuel. Zřejmě také počítal s tím, že v budoucnu bude potřebovat diplomatickou a vojenskou podporu Byzance. Rovněž zbourání obou uvedených pevností rozhodně nelze hodnotit jako nepatrný zisk, neboť se tím Seldžukům otevírala možnost nerušeně rozšiřovat svoji moc do údolí řek Sangarios a Meandros. Manuelovy naděje na znovuobnovení jeho vlády nad Malou Asií byly u konce. Podnikl sice ještě dvě menší (spíše obranná) tažení proti Turkům, avšak další velké válečné kampaně na východ se už neodvážil. Poničené byzantské vojsko se v budoucnu zmohlo nanejvýš na obranu vlastních hranic.

## Důsledky
Porážka u Myriokefala nabyla stejně jako v případě porážky u Mantzikertu rozměrů téměř legendární katastrofy. Ve skutečnosti se jednalo spíše o psychologickou než o vojenskou pohromu, přesto se však i po bitvě u Myriokefala měla rovnováha sil mezi Byzancí a Seldžuky postupně vychýlit ve prospěch Turků. Manuel se již nikdy neodvážil napadnout rúmský sultanát, naproti tomu Turci začali po jeho smrti v roce 1180 nezadržitelně postupovat na západ.
Jaké byly nakonec výsledky Manuelovy politiky na východě? Co se muslimského území týká, vůbec žádné – kromě jediné, zato ale kapitální chyby. Mírová smlouva se sultánem z roku 1162, o kterou Manuel tolik stál, umožnila Kiliči Arslánovi věnovat se jedenáct let vlastním záležitostem. Nesmírné množství zlata a stříbra, které Kilič Arslán obdržel během svého dřívějšího pobytu v Konstantinopoli, využil sultán k odstranění svých tureckých konkurentů a ustanovil se tak jediným a o to mocnějším vládcem východní Anatolie. Manuel zatím věnoval svoji pozornost různým ne příliš důležitým kampaním a dobrodružstvím v Itálii a Egyptě, místo aby se snažil vypořádat s pro Byzanc daleko naléhavějším seldžuckým problémem v Anatolii. Nadměrná velkorysost spojená s podivuhodnou krátkozrakostí vedla k tomu, že se Manuel namísto s mnoha bezvýznamnými emiráty, které by válčily mezi sebou, musel potýkat s jediným mocným soupeřem, který ho nakonec porazil. V průběhu samotného tažení učinil Manuel několik závažných taktických chyb: jednak zanedbal průzkum trasy postupu, jednak nedopřával příliš sluchu radám svých zkušených velitelů, což nakonec bylo příčinou toho, že zavedl své vojsko do léčky.
Po Manuelově smrti se byzantská říše propadla do anarchie a již nikdy více nebyla znovu schopná přejít na východě do ofenzívy. Porážka u Myriokefala symbolizuje konec byzantských pokusů znovu dobýt anatolskou plošinu, která tak byla nyní pro říši navždy ztracena.